# Sepsiszentkirály
Sepsiszentkirály (románul Sâncraiu) falu Romániában Kovászna megyében.

## Fekvése
Sepsiszentgyörgytől 6 km-re délre a Szentkirályi-patak völgyében 
fekszik, Illyefalvához tartozik.

## Története
1334-ben Sancto Rege néven említik először. Előnyös fekvése miatt a falu az Olt völgyében vonuló hadaktól rejtve maradt. A faluba 1923-ban bukovinai csángó családok (Német, Kásler, Sebestyén) települtek. 1910-ben még 435 magyar lakosa volt. A trianoni békeszerződésig Háromszék vármegye Sepsi járásához tartozott. 1992-ben 280 lakosából 272 magyar és 2 román volt.

## Látnivalók
- Unitárius temploma a 15. században épült, egy korábbi, 11. századi templom felhasználásával, eredetileg védőfal övezte, amely romos állapotban még mindig látható. A 15. században gótikus arculatot kapott. A 18. században barokk stílusban átépítették, tornya a régi őrtoronyra épült a 19. század elején empire stílusban. A templomot övező kőfal külső felén ősi temetőkert van, itt két szabadságharcos hősnek kőből faragott síremléke látható: Kiss Áron (1823 - 1875) honvéd főhadnagyé és Sükösd János (1828 - 1915) honvéd hadnagyé. Előbbi a hagyomány szerint egy helybeli cigány kováccsal " önműködő szekeret" készített. Itt áll a Vida család sírboltja is, melyben Vida Dániel (1816 - 1875) őrnagynak nyugszanak a porai, aki az 1848-49-i szabadságharc fogarasi eseményeinek hőse volt. Az oroszokkal vívott fogarasi csatában súlyosan megsebesült és (a dandár nagy részével) fogságba esett. Nagyszebenben halálra (1850), illetve 8 év várfogságra ítélték. 1853-februárjában kegyelmet kapott, Olmützből szabadult. A Rikán belüli Honvédegylet elnökeként halt meg. A családi kriptát 2006-ban emléktáblával jelölték meg. Egykori lakóháza helyén álló épületet (jelenleg a Komán család tulajdona, 123. sz.) az illyefalvi önkormányzat és az unitárius egyházközség emléktáblával jelölte meg 2011-ben.
- Református temploma 1761-ben épült és a mai temetőben állt. A jelenlegi templomot 1879-ben építették.
- A faluban az 1918-ban itt elesett utászok emlékműve áll.
- Trianoni emlékmű, a ref. templom jobb oldalán, Antal Attila mester alkotása, 2015.
- Vida Dániel Emléktábla, 2011-ben helyezte el a 123. szám alatti ház falára, közösen a Polg. Hiv. és az Unit Egyház.
- Ipartörténeti érdekesség a Dugás völgyében található, 10 méter magas viaduktszerű boltíves kőhíd. Ezt a falu építette arra az Előpatak felé tartó útra, mely a Dugás völgyén haladt át és a 18. század folyamán főútként szolgált (megtekinthető Erdély első katonai felmérésén). Feliratán olvasható: " Isten segedelme által építtetett Szentkirály község saját erején és költségén. 1860. év.". A hidat 2017-ben újították fel, így jelenleg nagyon szép állapotban van.[2] Közelében van a lúgos kémhatású édes-kénes ásványvízforrás, a Bodor-kút. A völgyben, a 19. század első felében lignitbánya működött , közelében kövült ammonitesz kövületlelőhely van.
- 2010. augusztus 21-én avatták fel a református templom előtt Szent István király mellszobrát (Diénes Attila ajkai művész alkotása)

## Híres emberek
- Itt született Szentkirályi Benedek 17. századi egyházi író.
- Itt született 1709-ben Agh István unitárius püspök.
- Itt született  18. században Bartók Dániel vegyész.
- Itt született 1816-ban Sükösd Sámuel költő, aki 1849-ben a Tömösi-szorosban esett el.
- Itt született Vida Dániel(1816), Fogaras várparancsnoka, árvaszéki elnök, meghalt 1875-ben.
- Itt született Kiss Áron (1823–1875), honvéd főhadnagy, jogász.
- Itt született Kiss Sándor (1849-?), tankönyvíró
- Itt született Kiss Jenő (1860–1902) Iskola igazgató Kézdivásárhelyen, pedagógia módszertankönyv szerkesztő. Álneve Szentkirályi Jenő.
- Itt született 1919-ben dr. Imreh István történész, szociológus, a Magyar Tudományos Akadémia Tagja.
- Itt született 1929-ben dr. Kovács Sándor biológus, muzeológus.
- Itt született 1932-ben Németh Lehel táncdalénekes. Meghalt 2005-ben Budapesten.
- Itt született Kovács Ádám (1933–1991), rendező és színházigazgató.
- Itt született 1955-ben Nagy Attila színházi rendező, drámatörténész, Shakespeare-kutató.